# Eoin Coughlan
Eoin Coughlan (* 31. března 1992 v Traralgonu, Austrálie) je australský zápasník – judista.

## Sportovní kariéra
Judu se věnuje od dětství společně se svými mladšími sestrami Aoife a Maeve. Připravuje se v Melbourne pod vedením Daniela Kellyho.
V roce 2016 mu body z oceánského mistrovství stačily pro přímou kvalifikaci na olympijské hry v Riu, kde vypadl v prvním kole.

## Výsledky
| Turnaj              | 2013             | 2014             | 2015             | 2016             |
| Turnaj              | 21               | 22               | 23               | 24               |
| Turnaj              | polostřední váha | polostřední váha | polostřední váha | polostřední váha |
| ------------------- | ---------------- | ---------------- | ---------------- | ---------------- |
| Olympijské hry      |                  |                  |                  | úč.              |
| Mistrovství světa   | úč.              | —                | úč.              |                  |
| Mistrovství Oceánie | 3.               | 2.               | 1.               | 1.               |